# Dálnice 3 (Izrael)
Dálnice 3 (hebrejsky: כביש 3) je dálnice v Izraeli. Začíná na křižovatce s dálnicí 4 v Aškelonu a končí u města Modi'in-Makabim-Re'ut, měří 53 km. Původně pokračovala až do Ramalláhu a Jericha, tato část však v roce 1993 připadla Palestinské autonomii.